# Кастро, Элио
Элио Кастро Гаударамма (англ. Elio Castro Guadarrama; родился 26 июля 1988 года в Тукстепек, Мексика) — мексиканский футболист, защитник клуба «Хуарес».

## Клубная карьера
Кастро - воспитанник клуба «Сантос Лагуна». Он не смог выиграть конкуренцию за место в основе и несколько лет выступал за команды низших дивизионов «Лорос УКОЛ» и «Дорадос де Синалоа». В 2014 году Элио перешёл в «Тихуану». 1 января в матче против «Америки» он дебютировал за команду в Лиге MX.